# Осада Чарлстона
Оса́да Ча́рлстона (англ. Siege of Charleston) — боевые действия американской Войны за независимость, осада британской армией южнокаролинского города Чарлстона (который в то время назывался Чарлстаун), которая длилась с 29 марта по 12 мая 1780 года и завершилась капитуляцией американского гарнизона. В 1779 году англичане после ряда неудач на севере и отступления от Филадельфии в 1778 году решили перенести боевые действия на Юг США и перебросили армию из Нью-Йорка к Саванне. Американский генерал Бенджамин Линкольн принял решение удерживать Чарлстон. Британская армия высадилась в 20 милях от города и, не встречая сопротивления, подошла к Чарлстонскому заливу. Британский флот смог войти в Чарлстонский залив, что позволило пехоте перейти реку Эшли и начать осадные работы на Чарлстонском перешейке. Вскоре англичанам удалось захватить укрепления на восточной стороне залива и полностью отрезать Чарлстон от внешнего мира. Так как запасы продовольствия подошли к концу, а гражданские власти утратили волю к сопротивлению, генерал Линкольн был вынужден капитулировать. Падение Чарлстона стало одной из крупнейших побед английской армии в ходе войны и третьей по масштабам капитуляцией в истории американской армии после Батаана и Харперс-Ферри.

## Предыстория

### События 1776—1779 годов
Первое нападение британских войск на Южную Каролину случилось летом 1776 года, когда генерал Клинтон и коммодор Питер Паркер решили поддержать южнокаролинских лоялистов, захватить Чарлстон и создать там убежище для своих сторонников. 16 июня они высадились на острове Лонг-Айленд, но атака форта Салливан 28 июня не увенчалась успехом. Англичане потеряли около 200 человек убитыми и ранеными, и сам коммодор Паркер был ранен. Однако британское командование продолжало верить в силу лоялистов в южных штатах и в то, что им необходима помощь. Осенью 1778 года Клинтон повторил попытку, отправив 3000 британских и гессенских солдат под командованием подполковника Арчибальда Кэмпбелла в Джорджию. 28 декабря 1778 года Кэмпбелл захватил Саванну, застав врасплох американского генерала Роберта Хоу, командира Южного департамента Континентальной армии. 31 января 1779 года Кэмпбелл захватил Огасту. 3 января 1779 года командование Южным департаментом принял генерал-майор Бенджамин Линкольн.
В распоряжении Линкольна было первоначально 3600 человек, но он увеличил армию до 5000 человек и решил этими силами начать наступление на англичан в Джорджии. Оставив 1200 человек для прикрытия Чарлстона, он с остальными силами вошёл в Огасту. Британский генерал Огастин Прево решил в ответ атаковать Чарлстон и тем заставить Линкольна вернуться в Южную Каролину. 29 апреля он перешёл реку Саванна с армией в 3000 человек. Генерал Мултри с американским отрядом отступил в Чарлстон, уничтожив за собой все мосты, но сумел оторваться от Прево всего на 4 мили. Мултри сумел собрать отряд в 3000 человек, но был уверен, что англичане превосходят его численно и спасти его может только армия Линкольна, до которой было 7 дней пути. 10 мая англичане подошли к Чарлстону, а на следующий день губернатор Южной Каролины Джон Ратледж, не веря в способность города выдержать осаду, решил начать переговоры с англичанами. Несмотря на возражения некоторых офицеров, городские власти начали переговоры с Прево, предлагая выйти из войны в обмен на безопасность города. Прево отказал, и чарлстонцы решили сопротивляться, но утром 13 мая 1779 года английская армия исчезла: Прево узнал, что армия Линкольна уже на подходе, и предпочёл отступить в Джорджию.
Эта история привела к тому, что чарлстонцы утратили веру в Линкольна; его обвиняли в том, что он ушёл в Джорджию, оставив город беззащитным. Линкольн тяжело переживал эту критику и готов был уйти в отставку, но его уговорили не делать этого. Но история имела важные последствия: когда англичане приблизятся к городу в следующий раз, у Линкольна не хватит решимости оставить город и отступить с армией вглубь штата. Вторжение армии Прево, хоть и было неудачным, показало возможность подойти к городу по суше, выявило разногласия в среде чарлстонцев и показало, что население штата не готово идти на помощь городу хотя бы потому, что не могут оставить свои семьи на плантациях наедине с рабами.
Успехи Прево в Джорджии и его рейд на Чарлстон показались Клинтону и лорду Джорджу Джермейну свидетельством того, что южане не готовы активно воевать с Англией. Джермейн настаивал на ещё одной экспедиции на юг, но Клинтон колебался. Его сил едва хватало на оборону Нью-Йорка, Ньюпорта и Канады. Кроме того, его беспокоил французский флот. Но и он понимал необходимость захватить Чарлстон: это был крупный, четвёртый по населённости город в колониях (12 000 человек), в мирное время через его порт проходило 800 кораблей в год и его общий грузооборот превышал нью-йоркский. Южная Каролина была богатой колонией с самыми высокими доходами на душу населения и, вероятно, с самыми высокими темпами роста экономики в мире, а самым экономически развитым регионом были окрестности Чарлстона.
В августе и сентябре 1779 года Клинтон получил из Англии подкрепления численностью в 3800 человек, и в то же время он решил эвакуировать Ньюпорт и тем самым получил ещё 4000 человек. Препятствием оставался французский флот. В начале сентября к берегам Джорджии подошла эскадра французского генерала Д’Эстена, который попытался при поддержке Линкольна атаковать Саванну. Американцы осадили город, но главный штурм 9 октября был отбит с тяжёлыми потерями, поэтому 20 октября Д’Эстен повернул обратно в Вест-Индию. Как только Клинтон узнал об этом, он сразу начал готовить экспедицию к Чарлстону.

### Подготовка и ход экспедиции
Экспедиция была тяжёлым испытанием для армии и флота. Требовалось собрать более 100 кораблей, 90 из которых были транспортами. Требовалось перевезти живую силу, лагерное снаряжение, одежду, лошадей, шанцевый инструмент, артиллерию, порох и запасы провизии. Для защиты конвоя адмирал Арбатнот выделил 5 линейных кораблей (Ruffel, Robuste, Europe, Defiance и Raisonable), один 50-пушечный корабль, два 44-пушечных (Roebuck и Romulus), четыре фрегата и два шлюпа. Клинтон сумел собрать армию в 8708 человек, что сравнимо с армией Бергойна в 1777 году под Саратогой, хотя Клинтон сожалел, что это намного меньше, чем было в своё время у генерала Хоу. Армия включала британскую пехоту, кавалерию и артиллерию, гессенскую пехоту и подразделения лоялистов. Линейная пехота состояла из 7-го, 23-го, 33-го, 63-го и 64-го пехотных полков, части 71-го пехотного полка, двух батальонов лёгкой пехоты и двух батальонов гренадеров. К экспедиции присоединился Британский легион и эскадрон 17-го легкодрагунского полка. Гессенский контингент состоял из полка Фон Хана, четырёх гренадерских батальонов и 250 егерей.
16 декабря началась погрузка войск на транспорты. Предполагалось отплыть 19 декабря, но плохая погода задержала экспедицию, и все суда успели собраться только 21 декабря. Льдины раздавили о скалы один транспорт и серьёзно повредили ещё шесть, что заставило англичан тратить время на перераспределение груза. Только 26 декабря флот покинул Нью-Йорк. Точкой сбора была объявлена Саванна. Клинтон вспоминал, что флоту повезло поймать попутный ветер и избежать снежной бури, которая накрыла Нью-Йорк на следующий день. Но всё равно конвой попал в сильный шторм 27—30 декабря, а затем во второй сильный шторм с дождём и снегом с 1 по 6 января 1780 года. 9 января последовал третий шторм. Капитан егерей Йохан Хайнрих вспоминал, что из 36 дней плаванья было 15 штормовых дней. Многие корабли сбились с курса из-за штормов, один попал на Багамы, а другой унесло в Англию. Многие корабли дали течь, а транспорт Russia Merchant полностью затонул с артиллерией и боеприпасами на борту.
Шторма и изменения курса задержали конвой в море: обычно путь до Саванны занимал 10 дней, но у конвоя ушло на это 5 недель. Запасы воды и провизии на кораблях начали подходить к концу. К 20 января воду выдавали из расчёта три пинты на человека в день. Из-за нехватки воды и фуража армейских лошадей приходилось выбрасывать за борт. Армия потеряла всех боевых лошадей и лошадей департамента снабжения, что впоследствии сказалось на ходе боевых действий.
Только в начале февраля флот подошёл к острову Тайби-Айленд около Саванны. Отсюда Клинтон отправил 2500 человек в направлении на Огасту, чтобы оттуда не перебросили подкрепления в Чарлстон. Одновременно кавалеристы были направлены на поиски лошадей. Клинтон задумывал перевезти армию к Чарлстону на лодках, следуя вдоль берега и не удаляясь в открытое море, но его уговорили воспользоваться крупными кораблями. Он решил высадиться на острове к югу от Чарлстона, выйти к реке Эшли, перейти её и возвести осадные укрепления поперёк перешейка между реками Эшли и Купер. Многочисленные реки Южной Каролины давали возможность высаживать войска в глубине континента: Арбатнот предлагал использовать реку Стоно-Ривер, а Клинтон предпочитал Норт-Эдисто-Ривер. Последний вариант требовал меньших затрат времени, а на кораблях закачивалось продовольствие. Утром 9 февраля флот вышел в море и в полдень 11 февраля вошёл в устье реки Норт-Эдисто, где встал на якорь у острова Саймонса. Солдатам выдали 4-дневный рацион и вечером начали выгрузку. Первыми вступили на сушу лёгкая пехота и гренадеры генерала Лесли. За ними высадились гессенские гренадеры, потом егеря, потом 33-й линейный полк.

### Подготовка Чарлстона к обороне
Генерал Линкольн, командующий Южным департаментом, ещё с начала января знал о британских планах переброски войск на юг. Он отправил два фрегата для патрулирования моря, и им удалось захватить три британских корабля, команды которых рассказали, что они часть большого флота, отправленного в Джорджию. Клинтон немедленно отправил к Саванне кавалерию полковника Дэниеля Хорри, который 6 февраля сообщил о прибытии британского флота. Линкольн решил, что британцы пойдут из Саванны посуху и у него будет более недели времени на подготовку, но высадка британцев в реке Эдисто спутала его планы. Он опасался, что противник высадится прямо у Чарлстона в самое ближайшее время. Новости о появлении британцев привели к панике в городе и многие чарлстонцы покинули его.
Американское командование размышляло о мерах по обороне Чарлстона ещё с конца 1779 года. 10 ноября туда были отправлены из Бостона фрегаты Providence, Boston, Queen of France, и шлюп Ranger. Фрегаты несли по 24—40 орудий, чего было не вполне достаточно для противодействия британским кораблям, которые обычно несли более 60 орудий. Континентальный конгресс запросил помощи у Джорджа Вашингтона, и 11 ноября приказал ему отправить на юг северокаролинские полки Континентальной армии. У Вашингтона оставалось всего два таких полка (828 человек) и он подчинился, хотя это сильно ослабило его позиции под Нью-Йорком. Линкольн отправил к Вашингтону подполковника Лоуренса, который пользовался доверием Вашингтона как бывший офицер его штаба. Убедившись с его слов в действительно трудном положении Южного департамента, Вашингтон приказал отправить в Чарлстон вирджинских континенталов, численностью 2500 человек, а также лёгких драгун Бэйлора (125 кавалеристов под командованием Уильяма Вашингтона). Вирджинцы покинули лагерь в Морристауне 12 декабря 1779 года и пришли в Чарлстон только 7 апреля 1780 года. До прибытия подкреплений в распоряжении Линкольна имелось 1400 человек регулярной армии и около 1000 северокаролинских ополченцев. Но и этим людям не хватало обуви, сёдел, сабель и иного снаряжения.
Регулярная пехота Линкольна состояла из трёх южнокаролинских пехотных полков, 1-го (231 чел.), 2-го (266 чел.) и 3-го (302 чел.) и отряда пехоты из легиона Пуласки. В 1777 году южнокаролинские полки насчитывали 2400 человек, но за годы войны сократились примерно до 800 человек. Линкольн запрашивал у властей штата дополнительно 2000 человек, но они так и не были набраны. Армия штата была так слаба, что Конгресс даже не стал призывать её на другие театры боевых действий. Эти полки были усилены двумя вирджинскими «подразделениями» (detachments), 1-м (258 чел., ком. Ричард Паркер) и 2-м (323 чел. по ком. Уильяма Хета), которых Линкольн отозвал из Огасты. По просьбе Линкольна губернатор Северной Каролины Кэсвелл прислал отряд в 1248 человек под командованием генерала Александра Лиллингтона, который прибыл в Чарлстон 10 февраля. На ополчение Южной Каролины Линкольн не рассчитывал, он был уверен, что из-за активности индейцев и лоялистов южнокаролинцы побоятся оставлять свои дома.

### Марш на Чарлстон
Погода продолжала создавать проблемы английской армии. Ночью 11 февраля, в день высадки на остров Саймонса, поднялся штормовой ветер с ливнем. Генерал Клинтон, который сошёл на берег одним из первых, был вынужден провести ночь под деревом. Оказавшись на берегу, англичане не встретили никакого сопротивления, и не обнаружили на острове ни единого живого человека. Утром 12 февраля погода стала получше и на сушу сошли последние подразделения. Лёгкая пехота и гренадеры пересекли остров Саймонса и ступили на остров Джонса. Остров Саймонса был удобен для безопасного десантирования, зато теперь армии предстояло пройти 20 миль по лесистой заболоченной местности. Флот оказывал содействие: корабли с провизией стояли на реке Эдисто, а небольшие лодки доставляли её по речкам и протокам наступающей армии. За несколько дней армия пересекла остров Джонса и 14 февраля Клинтон приказал 33-му полку и егерям выйти к местечку Стоно-Ферри, где имелась переправа через реку Стоно, единственное серьёзное препятствие на пути к Чарлстону. Полк наткнулся на американские укрепления за рекой и едва успел отойти. На следующий день Клинтон изучил доступные переправы, чтобы решить, которой лучше воспользоваться. Утром 16 января Линкольн решил не рисковать и отвёл отряд от Стоно-Ферри.
Даже без сопротивления со стороны американцев переправа через Стоно-Ривер представляла собой непростую задачу, но англичанам удалось доставить к реке лодки, и в тот же день они попали на противоположный берег. Клинтон не стал пользоваться этой переправой, а выбрал соседнюю Мэтью-Ферри, ниже по течению, которая была ближе к Чарлстону. Взяв под контроль реку Стоно, Клинтон теперь мог без проблем снабжать армию провизией с кораблей. Американская армия не препятствовала передвижению; генерал Линкольн не решался выйти навстречу противнику, опасаясь, что англичане смогут по воде перебросить армию в незащищённый Чарлстон. Он пытался выявить намерения англичан, для чего отправил кавалерийский отряд на разведку, а чарлстонец Питер Тимоти вызвался занять наблюдательный пункт на колокольне церкви Святого Михаила и оттуда докладывал о перемещении британского флота на море и британской пехоты на острове Джонса.
На тот момент у Линкольна было подавляющее превосходство в кавалерии: у него было 379 всадников, а у Клинтона не было ни одного. Кавалерия сообщала Клинтону почти всю необходимую информацию, в то время как англичане наступали вслепую, ничего не зная о противнике. Американская кавалерия также мешала английским отрядам отдаляться от основной армии для грабежа и сбора продовольствия. Она создавала англичанам много проблем, но всё же не могла всерьёз задержать их: кавалеристов было слишком мало, им не хватало оружия и боеприпасов. Некоторые подразделения имели всего 4 выстрела на ствол. Линкольн надеялся усилить кавалерию ополченцами, но не смог найти достаточного количества: южнокаролинцы не желали принимать участия в обороне Чарлстона, отчасти из-за слухов об эпидемии оспы в городе. В итоге, не имея сил мешать продвижению противника, Линкольн сконцентрировал армию на восточном берегу реки Эшли, уступив западный берег англичанам.
Заняв остров Джонса, англичане должны были далее переправиться на остров Джеймса, но погода снова помешала их планам: 21 февраля начался сильный шторм, который сорвал переправу и помешал флоту доставлять продовольствие на реку Стобо. 18 февраля около Саванны затонул 64-пушечный корабль HMS Defiance, на который было погружено большое количество шанцевого инструмента, и это сделало временно невозможными любые осадные работы. Клинтону пришлось писать письма во Флориду и на Багамы с просьбой прислать снаряжение. Доставить всё необходимое удалось только 3 марта. 24 февраля погода наладилась и англичане начали переправу на остров Джеймса у плантации Фенвика. Здесь они тоже не встретили вооружённого сопротивления. Американцы разрушили мост, ведущий на континент, и держали небольшой отряд на своей стороне протоки.
Перейдя на остров, гессенские гренадеры сразу направились к форту Джонсон, который перекрывал вход в Чарлстонскую гавань. Они обнаружили, что американцы покинули форт и сравняли его с землёй. 28 февраля американские корабли открыли огонь по британцам, убив трёх человек. К 1 марта англичане надёжно обосновались на острове Джеймса, а к 4 марта полностью восстановили мост, ведущий на материк. Ещё несколько дней они перемещали на остров военное снаряжение, а 10 марта лорд Корнуоллис лично повёл армию через мост на континент. Чтобы американский флот не угрожал правому флангу наступающей армии, Клинтон велел построить батарею на острове Джеймса. К 12 марта батарея была закончена и на ней установили три 32-фунтовых корабельных орудия и два 24-фунтовых. Батарея стояла в 1900 ярдах от Чарлстона, и её орудия легко добивали до города, но их основной целью были американские корабли. Впоследствии в городе были найдены два ядра с этой батареи.
Соотношение сил всё ещё не позволяло Линкольну наносить контрудары. На 12 марта в его распоряжении было 4300 человек, из которых только 2548 человек были проверенными, ветеранскими частями. В то же время у Клинтона было 6700 человек, в основном регуляров. Кроме того, выбыл из строя по болезни генерал Мултри, самый надёжный командир в армии Линкольна. Американцам не хватало боеприпасов, их боевой дух был не высок и известны были случаи дезертирства. В такой обстановке у Линкольна не было шансов в бою с англичанами в открытом поле.

### Чарлстонская отмель
Для того, чтобы взять Чарлстон, англичанам требовалось отрезать его не только от суши, но и от моря. Для блокады города со стороны моря британский флот должен был войти в чарлстонскую гавань, а для этого надо было миновать Чарлстонскую отмель (Charleston Bar). Это была длинная песчаная отмель, через которую можно было пройти по нескольким узким и мелким проходам. Линкольн надеялся использовать её как оборонительный барьер, за которым будет укрываться его флот. В распоряжении американцев имелось три крупных корабля: Bricole, Truite и L’Aventure, которые остались от французского флота. Bricole, перестроенный из транспортника, нёс 44 орудия и был самым мощным в эскадре. Truite, тоже бывший транспортник, нёс 26 орудий. Линкольн приказал коммодору Абрахаму Уипплу разместить их за отмелью так, чтобы атаковать противника в случае попытки прохода. Однако Уиппл и его командоры сочли невозможным поставить корабли в указанном Линкольном месте. В день высадки англичан на сушу Линкольн снова послал флот к отмели, но сильный шторм не позволил осуществить приказ и только 24 февраля Уиппл повторил приказ, но и тогда он не был выполнен. Линкольн лично потратил два дня, чтобы исследовать отмель, и убедился, что разместить корабли так, как ему хотелось, было действительно невозможно.
26 февраля Линкольн снова потребовал от Уиппла постараться хоть как-нибудь прикрыть отмель, или хотя бы предложить свой вариант действий. Посовещавшись с капитанами, Уиппл предложил разместить корабли у форта Мултри. Линкольн понял, что Уиппл не желает оборонять отмель или просто не понимает его замыслов. Формально он имел право отстранить Уиппла от командования, но всё же не решился воспользоваться этим правом. Кроме того, остальные морские командиры (Хойстед Хакер, Самуэль Такер и Томас Симпсон) разделяли мнение Уиппла и, таким образом, его отстранение не повлияло бы на стратегические решения. Позиция Уиппла, по всей вероятности, была правильной. При поддержке орудий форта Мултри американские корабли имели шанс сдержать британский флот. Его мнение разделяли не только капитаны кораблей, но и все лоцманы.
Чтобы помешать ориентации противника, американцы разрушили несколько маяков и перекрасили в тёмный цвет колокольню храма Святого Михаила, которая традиционно использовалась лоцманами для навигации в проливе. Они отправили два брига, чтобы помешать противнику ставить буи на отмелях, и тогда англичане отправили отряд с двумя орудиями на Лайтхаус-Айленд, чтобы помешать бригам. Погода тоже мешала англичанам начать проход отмели, и это беспокоило Арбатнота, который опасался появления французского флота. В итоге он решил послать на прорыв только небольшие корабли, поскольку боялся потерять линейные корабли при проходе отмели. Проход Шип-Ченнел даже в прилив имел опасную глубину в 20 футов. Арбатнот решил использовать Renown (50 орудий), Roebuck и Romulus (по 44 орудия) и фрегаты Richmond, Raleigh, Blonde, и Virginia. Однако даже и эти корабли пришлось облегчать, снимая часть орудий.
В начале марта Уиппл развернул свой флот около форта Мултри, и решил поставить заграждение поперёк пролива, для чего предполагалось использовать старые корабли, якоря, цепи и канаты. Он также предложил использовать брандеры против британского флота. Однако сильные ветра помешали работам и к 16 марта заграждение ещё не было готово. В итоге вся затея с заграждением и брандерами сорвалась и осталось надеяться только на плохую погоду. Предполагалось, что англичане попробуют прорваться 20 марта, в день особо высокого прилива; 18 и 19 марта был сильный дождь и ветер, но 20 марта небо очистилось, подул северо-восточный ветер, и британский флот получил все условия для прорыва. В 07:00 Арбатнот повёл 5 кораблей и 2 транспорта через отмель. Это встревожило Уиппла, который не ожидал, что англичане смогут провести через Шип-Ченнел 50-пушечный Renown. Теперь у англичан было 286 орудий, а у американского флота, даже с учётом орудий форта Мултри, всего 248. Линкольн спросил у Уиппла, сможет ли его заграждение, частично построенное, задержать противника. Капитаны флота сошлись на мнении, что заграждение пользы не принесёт, и орудия форта Мултри также не будут серьёзным препятствием для англичан. Все планы Уиппла и его подчинённых строились на том предположении, что 50-пушечные корабли не могут войти в Чарлстонскую гавань, и теперь их планы рушились.
Линкольн понял, что боя за отмель не будет, и приказал Уипплу отвести флот в Чарлстон. Днём 21 марта корабли отошли в устье реки Купер. Историк Карл Борик писал, что у американцев были шансы не пропустить противника за отмель. Арбатнот так сильно опасался появления французского флота, что мог бы отменить прорыв, если бы столкнулся с сопротивлением. Это, в свою очередь, не позволил бы Клинтону наступать на город, поскольку его тылы на острове Джеймса оказались бы открыты для атаки со стороны чарлстонской гавани.

### Переправа через реку Эшли
Когда эскадра Арбатнота вошла в Чарлстонскую бухту, Клинтон смог продолжить наступление на город, но ему надо было дождаться прихода отряда генерала Паттерсона, который шёл из Саванны на соединение с его армией. Отряд Паттерсона состоял из лоялистов Нью-Йорка, Северной Каролины, Южной Каролины и драгун Тарлтона, которые успели найти для себя лошадей. Линкольн отправил кавалерию Уильяма Вашингтона с заданием задержать наступление Паттерсона, и южнокаролинское ополчение тоже пыталось создавать ему препятствия, но всё же им не удалось остановить отряд. 26 марта Паттерсон был уже на расстоянии 15 миль; он вёл с собой множество лошадей, скота и беглых рабов. Большое количество освобождённых невольников уже создавало проблемы британской армии: их надо было кормить, одевать, и из-за них начинались трения с белыми лоялистами.
После прибытия Паттерсона генерал Клинтон провёл рекогносцировку берега реки Эшли и решил переправиться через неё возле плантации Дрейтон-Холл, которая принадлежала делегату Континентального конгресса Уильяму Дрейтону, умершему полгода назад. Она находилась достаточно далеко от Чарлстона, и американцы не могли внезапно напасть на переправу. 26 марта были доставлены 75 лодок, а 28 марта британцы начали марш к Дрейтон-Холл. Лёгкая пехота и егеря прибыли туда на несколько дней раньше. Клинтон решил оставить 63-й и 64-й полки на западной стороне реки Эшли для охраны тыла. Утром 29 марта лодки были переправлены вверх по реке Эшли до Дрейтон-Холла, и Клинтон решил немедленно начать переправу. На рассвете переправились егеря, лёгкая пехота и батальон гренадеров. Следом переправился второй батальон гренадеров и гессенские гренадеры. Американцы не оказывали сопротивления. По британцам было сделано несколько выстрелов, но стрелки в основном просто наблюдали за противником. У Линкольна не было сил для боёв у переправы, о чём он сообщил Конгрессу несколько дней назад.
Вечером авангард британской армии встал на ночёвку около таверны Квартер-Хауз в 6 милях от Чарлстона, а утром 30 марта продолжил марш. Американская лёгкая пехота, 200 человек под командованием подполковника Лоуренса, заняла небольшой редут в миле от основных укреплений, и когда в полдень егеря подошли к редуту, по ним открыли огонь. Этим залпом был убит адъютант генерала Клинтона. Перестрелка длилась около получаса, после чего американцы отступили. В конце дня Лоуренс получил подкрепления и решил атаковать оставленный редут. Он бросил их в штыковую атаку, ворвался на редут и успел заколоть трёх егерей. Вскоре подошла британская лёгкая пехота и отбросила отряд Лоуренса. Клинтон запретил преследовать американцев, полагая, что те заманивают англичан под орудия укреплений Чарлстона. Этот небольшой бой был первым, произошедшим непосредственно возле Чарлстона. Очевидцы писали, что многие чарлстонские дамы наблюдали за событиями с укреплений города. Потери были невелики: Лоуренс потерял одного человека убитым и 7 ранеными, англичане одного егеря убитым и двух ранеными.

## Осада

### Начало осады
Основная оборонительная линия Чарлстона шла поперёк перешейка, в её центре находился горнверк, построенный из камня и цемента и окружённый рвом. Командный пост Линкольна находился на этом укреплении. Перед горнверком шла цепь редутов, соединённых парапетом. Эта линия шла от реки Эшли до реки Купер и их фланги были усилены крупными редутами. Перед парапетом был прокопан ров глубиной в 5—6 футов и шириной в 8—12 футов. Вдоль рва шли две линии заострённых кольев. Перед рвом были сделаны две линии засек. В то время они создавались либо из поваленных деревьев либо из рогаток. Чарлстонцы использовали оба способа. За линией засек был прокопан ров, заполненный водой. Он имел 18 футов ширины и 6—8 футов глубины. Кроме этого, между каналом и укреплениями были выкопаны «волчьи ямы», чтобы наступающие не могли двигаться единой массой. На всех укреплениях Чарлстона имелось 200 орудий; когда англичане перешли реку Эшли генерал Мултри приказал сконцентрировать их на северном направлении и вскоре там были сгруппированы 79 орудий.
Орудий было достаточно, и боеприпасов тоже, но у Линкольна были проблемы с личным составом. Южнокаролинское ополчение собрать не удалось. 24 марта истекли сроки службы у некоторых подразделений северокаролинского ополчения и они покинули город. Ещё у ряда подразделений сроки службы завершались 6 апреля. На помощь городу шли вирджинские континенталы генерала Вудфорда, но их было всего 737 человек. С их прибытием армия Линкольна насчитывала бы 4500 континенталов и ополченцев.
1 апреля, после наступления темноты, британцы отправили 1500 строителей под прикрытием отряда в 1500 солдат для постройки первой параллели. Майор Джеймс Монкриф выбрал место для трёх редутов на расстоянии от 800 до 1000 метров от укреплений Чарлстона, и строители преступили к работам. Земля на чарлстонском перешейке была песчаной, работы продвигались быстро, и к утру были построены три редута; за это время не единого выстрела не прозвучало со стороны Чарлстона. Майор Монкриф задумывал построить 6 редутов в первой параллели, и первые три были пронумерованы как № 3 (правее чарлстонской дороги), № 4 и № 5 (левее дороги). Все три редута были соединены траншеей. Утром 2 апреля, когда американцы увидели британские укрепления, их собственные орудия ещё не были размещены на позиции. Только днём удалось установить несколько орудий и дать по англичанам 30 или 40 выстрелов, которые не нанесли ощутимого ущерба.
Вечером британцы усовершенствовали первые три редута и построили новый, № 1, около реки Эшли. Клинтон приказал укрепить высоту на левом фланге, известную как Хемпстед-Хилл. Он считал, что эта высота имеет важное стратегическое значение. Ранее он говорил, что мятежники явно будут оборонять эту высоту и её штурм будет дорого стоить, но когда она будет взята, город будет обречён. И всё же Монкриф убедил его первым делом построить редут на правом фланге. К утру 3 апреля американцы установили на позициях уже достаточно много орудий и весь день их полевые орудия, гаубицы и мортиры вели огонь по британцам, сделав более 300 выстрелов, но гренадеры в первой траншее не понесли потерь. Сами британцы не могли вести ответный огонь, так как их артиллерия ещё не была доставлена и не была сгруппирована в батареи. Вечером они начали возводить редут № 6 на Хемпстед-Хилл, на расстоянии всего в 400 или 500 метров от ближайшего американского редута.
Утром 4 апреля чарлстонцы заметили новую батарею и открыли по ней огонь из 5 орудий, а шлюп USS Ranger открыл по редуту огонь со стороны его фланга и тыла. Британцам пришлось установить на берегу два орудия и обстрелять корабль, заставив его отойти. После этого они дополнительно усилили редут со стороны моря. Это заставило американцев отказаться от последующих диверсий. В ночь на 5 апреля началось сооружение редута № 2, который был последним укреплением на первой параллели. К 7 апреля все работы на этой параллели были завершены. Чтобы немного подбодрить строителей и подорвать моральный дух осаждённых Клинтон приказал 5 апреля обстрелять город из редута на правом берегу реки Эшли (Фенвик-Пойнт) и с галер в бухте. Бомбардировке подверглись в основном жилые кварталы города. Несколько ядер попали в дом губернатора Ратледжа. Утром 6 апреля артиллерия на чарлстонских укреплениях не стала обстреливать британцев, и Клинтон заметил, что бомбардировка помогла строителям закончить все работы, хотя вероятнее, что американцы не открывали огонь из-за недостатка пороха.
7 апреля вирджинские континенталы Уодфорда прибыли в Чарлстон. Они добрались до реки Уандо, погрузились на шхуны и бриги в Эддисон-Ферри и в 14:00 сошли на берег в Чарлстоне, на причале Гадсдена, откуда сразу пошли на укрепления. Город встретил их салютом и звоном колоколов. Вирджинцы считались опытными военными, и их прибытие стало радостным событием для города, хотя многие чарлстонцы в тот же день покинули город на тех же самых кораблях, что доставили отряд Уодворда.

### События у форта Мултри
После того как флот Арбатнота прошёл Чарлстонскую отмель, перед ним встала следующая задача: пройти мимо форта Мултри к Чарлстону, уничтожить американский флот и полностью отрезать Чарлстон от внешнего мира. У Линкольна оставалась единственная связь с внешним миром — через реку Купер. Чтобы не дать противнику войти в эту реку, Линкольн приказал затопить часть кораблей между Чарлстоном и отмелью Шутс-Фолли. Были затоплены Bricole, Queen of France, Truite, два брига и несколько мелких судов. У этих кораблей всё равно не оставалось места для манёвра, а Bricole и Truite были перестроены из транспортов и не могли на равных вести бой с военными кораблями. Орудия с кораблей и их команды были переведены на укрепления города. Эта мера дала Линкольну дополнительно 1100 человек и 150 орудий. На плаву остались суда Providence, Boston, L’Aventure, и Ranger.
Форт Мултри оборонял 1-й Южнокаролинский пехотный полк под командованием полковника Пинкни. Чарлстонцы надеялись, что форт устоит, как это случилось во время нападения 1776 года, но в тот раз целью англичан был сам форт, а в этот раз Арбатноту требовалось всего лишь пройти мимо. С 20 марта он ждал подходящей погоды, и днём 8 апреля она наступила. В 15:30 был дан приказ поднять якорь, и 9 боевых кораблей двинулись к форту Мултри. Около 16:00 форт открыл огонь. Арбатнот на корабле HMS Roebuck шёл первым. Он прошёл в 800 метрах от орудий форта, не получив серьёзных повреждений. HMS Richmond шёл вторым, ему сбили переднюю мачту и вывели из строя 5 человек. HMS Romulus прошёл без повреждений. Следом прошли фрегаты Blonde, Virginia, и Raleigh. HMS Renown шёл замыкающим и тоже не понёс потерь. Лишь один транспорт сел на мель, команда покинула его, и впоследствии он был сожжён. К 17:30 в чарлстонскую бухту вошли 11 кораблей. В ходе перестрелки они потеряли 27 человек убитыми и ранеными. Защитники форта не понесли потерь от ответного огня.
Вечером 9 апреля Арбатнот сошёл на сушу для переговоров с Клинтоном. Тот поздравил его с успехом. Теперь англичане могли не опасаться нападений на остров Джеймса и могли перевести часть войск на восточный берег реки Эшли. Это, в свою очередь, позволяло отправить некоторые силы за реку Купер, чтобы перерезать американцам их последнюю коммуникацию. На этой же встрече было решено отправить Линкольну предложение капитуляции. Майор Монкриф предлагал подождать, пока все орудия будут установлены на позиции, но Клинтон и Арбатнот велели немедленно составить текст предложения, и днём 10 апреля адъютант Клинтона, майор Уильям Гросби доставил его в Чарлстон.
В ту же ночь Линкольн прислал ответ. Он писал, что у него уже было 60 дней на то, чтобы покинуть город, но долг заставляет его оставаться на месте.

### Бомбардировка
Получив отказ, британцы удвоили усилия по строительству укреплений первой параллели и по перевозке боеприпасов в передовые хранилища. Они работали под постоянным обстрелом с чарлстонских укреплений и к 12 апреля уже было потеряно 12 человек. К 13 апреля первая параллель была почти завершена и британцы установили на ней семнадцать 24-фунтовых орудий, два 12-фунтовых, три 8-дюймовых гаубицы и 9 мортир различного калибра. Утром 13 апреля генерал Линкольн собрал офицеров на совет, обрисовал возможные перспективы и спросил их мнения относительно эвакуации. Генерал Макинтош сразу поддержал идею эвакуации, но примерно в это самое время, в 10:00, британцы начали бомбардировку и офицеры разошлись по своим постам. Британцы вели огонь из орудий на перешейке, с батарей из-за реки и с галер в заливе. Бомбардировка длилась с 10:00 до полуночи с краткими перерывами, это была первая бомбардировка такого рода в истории города Чарлстона.
Орудия с высоты Хемпстед-Хилл открыли огонь прямо по городу и подожгли несколько домов в квартале Энсомборо, но Клинтон приказал немедленно прекратить это, назвав абсурдным и негуманным поджог города, который предполагается оккупировать.
Когда в полночь обстрел завершился, американцы потеряли убитыми двух северокаролинцев, одно 26-фунтовое орудие было полностью выведено из строя, и повреждено одно 18-фунтовое орудие. Несколько женщин и детей погибло в городе, два дома было полностью сожжено, и ещё несколько существенно пострадали. С британской стороны было потеряно 7 человек убитыми и ранеными. Историк Карл Борик обратил внимание, что за 10 дней обстрела американцам не удалось повредить ни одного британского орудия, британцы же за один день бомбардировки вывели из строя сразу два. Понимая, что ситуация становится критической, генерал Линкольн настоял, чтобы губернатор Ратледж покинул город. Он надеялся, что Ратледж сумеет мобилизовать ополчение штата и останется представителем гражданских властей штата даже в случае капитуляции города. Исполняющим его обязанности остался Кристофер Гадсден. Вместе с губернатором город покинул подполковник Фрэнсис Мэрион, который по недоразумению повредил ногу 19 марта.

### Сражение у Монкс-Корнер
Клинтон планировал перерезать последнюю связь Чарлстона с внешним миром, переправив часть армии за реку Купер. Флот Арбатнота должен был войти в реку со стороны моря. Линкольн надеялся, что заграждение на реке остановит британский флот, но для действий на суше у него не хватало людей. Он поручил полковнику Франсуа де Малмеди укрепить восточный берег реки Купер, и особенно Ламприерс-Пойнт и 11 апреля отправил туда 6 орудий. Одновременно Линкольн решил использовать свою кавалерию для охранения верхнего течения реки Купер. По его приказу генерал Исаак Хьюджер разместил кавалерийские отряды Вашингтона, Хорри, Блэнда и Легион Пуласки у Биггинс-Бридж и Монкс-Корнер. Эта кавалерия должна была препятствовать переправе англичан, где бы они ни переходили реку. Генерал Клинтон понимал, что перед формированием реки надо устранить угрозу в виде кавалерии, поэтому поручил полковнику Вебстеру взять свой 33-й пехотный полк, 64-й полк, пехоту Британского легиона и северокаролинских лоялистов и идти к Строберри-Ферри, а подполковнику Тарлтону взять кавалерию Легиона, часть 17-го легкодрагунского полка и часть лоялистов и атаковать американцев у Монкс-Корнер.
Утром 14 апреля Тарлтон атаковал отряд Хьюджера, численностью около 400 человек; ему удалось застать противника врасплох и в сражении при Монкс-Корнер он наголову разгромил кавалерию и пешее ополчение, захватив 40 повозок с военным снаряжением, продовольствием и одеждой и собрав 98 драгунских лошадей хорошего качества. Была захвачена переписка между Линкольном и Хьюджером, раскрывавшая планы по обороне реки Купер. В этом сражении Тарлтон потерял всего двух человек ранеными. Линкольн узнал о поражении 16 апреля. Он понял, что его немногочисленная пехота не сможет остановить Вебстера на реке Купер и приказал отступать в укрепления Ламприерс-Пойнт. Уничтожение американской кавалерии позволило англичанам беспрепятственно проводить фуражировки в окрестностях Чарлстона.

### Вторая параллель
В первые же дни после начала бомбардировки, ещё до завершения строительства первой параллели, британские инженеры под командованием майора Монкрифа начали прокладывать поперечную траншею к укреплениям Чарлстона. Было решено начать её от левых редутов и тянуть к правым американским редутам. Ночью 9 апреля была построена батарея в 150 метрах перед редутом № 5, соединённая траншеей с первой параллелью. Ночью 13 апреля была прорыта траншея от этой батареи до точки на расстоянии 750 футов (230 метров) от канала. От этой точки вправо и влево началось строительство линии второй параллели. Майор Монкрифа был невысокого мнения о возможностях обороняющихся, поэтому провёл траншею не зигзагом, как того требовали правила, а по прямой линии. В ответ американцы передвинули несколько мортир на правый фланг и разместили отряд стрелков с винтовками на передовой позиции, чтобы помешать строительству.
Эти меры создали британцам ощутимые проблемы: один капитан насчитал 19 ядер, выпущенных из левых редутов американской линии, и 13 снарядов, выпущенных с правых редутов. Ночью 14 апреля обстрел был такой мощный, что британцы приняли его за подготовку к вылазке. 16 апреля Монкриф доложил Клинтону, что строительство второй параллели осложняется фланговым огнём левых американских редутов, поэтому он приостановил работы на этом участке. Клинтон согласился с этим решением и приказал начать вторую поперечную траншею на правом фланге, от редутов № 2 и № 3. В ту же ночь траншея была закончена и начат западный участок второй параллели, а ночью 17 апреля две секции 2-й параллели были соединены. В те же дни по городу открыла огонь новая батарея с острова Джеймса. 16 апреля ядро этой батареи отбило правую руку у статуи Уильяма Питта на перекрёстке Брод-Стрит и Митинг-Стрит, а другое сбило шпиль церкви Святого Михаила.

### Совещание 20—21 апреля
Генерал Линкольн следил за осадными работами англичан и всё более и более сомневался в том, что сможет удержать город. Чарлстон всё ещё получал поставки продовольствия, но подкреплений не подходило. Он запрашивал у Северной Каролины 2500 человек на замену тех, кто покинул армию из-за истечения срока службы, но получил только 300 человек, поэтому к середине апреля в его распоряжении было 4200 человек, в то время как армия Клинтона 18 апреля насчитывала 8300 человек. Не зная о том, что Арбатнот не хочет рисковать флотом и проникать в реку Купер, он боялся прорыва британского флота. Он спрашивал у Уиппла, насколько реален такой прорыв, но Уиппл боялся ответственности и уклонялся от ответа. С учётом всех этих факторов Линкольн решил собрать военный совет, но обстоятельства позволили сделать это только 20 апреля.
На совет собрались Линкольн, генералы Мултри, Макинтош, Вудфорд, Скотт и Хоган, полковники Ламой, Бикман и Саймонс. Описав положение вещей, Линкольн запросил их мнения о том, что стоит предпринять далее. Многие офицеры высказались за эвакуацию армии (например, Макинтош), но полковник Ламой предложил добиваться почётных условий капитуляции. Во время совещания к нему присоединился вице-губернатор Гадсден, которому не понравились разговоры о капитуляции города, и он предложил сделать перерыв, чтобы посовещаться с губернаторским советом. Когда совещание возобновилось вечером, Гадсден явился на него с четырьмя членами губернаторского совета и высказался категорически против капитуляции. Впоследствии, объясняя Конгрессу причины, по которым он не эвакуировал армию, Линкольн говорил, что гражданские власти Чарлстона были против и даже готовы были мешать эвакуации. Когда Гадсден покинул совещание, явился полковник Пинкни и тоже в жёсткой форме осудил предложение эвакуации. Смущённые подобным обращением офицеры согласились удерживать город до последней возможности, и только Ламой остался при своём мнении, заявив, что последняя возможность как раз наступила.
21 апреля Линкольн снова собрал совет, и на этот раз было решено попытаться предложить англичанам выгодные условия капитуляции. Линкольн и подполковник Тернант написали условия капитуляции: от англичан требовалось согласие на уход американской армии из города в 36 часов и гарантии неприкосновенности мирным жителям; Клинтон должен дать американской армии 10 дней на возможность уйти в безопасное место; американский флот должен получить возможность покинуть Чарлстон. Линкольн понимал, что Клинтон не согласится на все условия, но надеялся получить согласие хотя бы на некоторые. Условия были переправлены для ознакомления Клинтону, Корнуоллису и Арбатноту. Изучив условия, Клинтон ответил, что они далеки от того, на что американцы смеют надеяться, поэтому он немедленно их отклоняет. Однако Линкольну дали понять, что предложение капитуляции на озвученных прежде условиях всё ещё в силе. Линкольн снова отказался от условий Клинтона и в 22:30 бомбардировка возобновилась.

### Атака Гендерсона
Оборонительная тактика XVIII века предполагала, что осаждённые делают вылазки для уничтожения осадных укреплений и батарей. Линкольн задумывал вылазку такого рода против редута на высоте Хемпстед-Хилл, но в итоге отказался от этой идеи из-за нехватки людей. Англичане были готовы отражать такого рода диверсии, но постепенно утратили бдительность. 23 апреля генерал Мултри всё же решил организовать такую вылазку и собрал отряд в 200 человек из континенталов Южной Каролины и Вирджинии, который возглавил подполковник Уильям Гендерсон. Утром 24 апреля Гендерсон разместил свой отряд на левом фланге укреплений, приказал примкнуть штыки, и сразу после рассвета они перешли канал и атаковали строителей третьей параллели. Вылазка застала строителей и их пехотное прикрытие врасплох. Лёгкая пехота и егеря сразу обратились в бегство, но пехота второй параллели открыла огонь, и Гендерсон приказал отступать. Артиллерия укреплений сразу открыла огонь, чтобы не дать англичанам преследовать отступающих.
В ходе вылазки американцам удалось убить и ранить примерно 8 егерей и лёгких пехотинцев и ещё несколько взять в плен. Капитан Томас Мултри, брат генерала Мултри, был убит во время этой вылазки. В ночь на 25 апреля британцы ожидали ещё одной атаки; около часу ночи американцы сделали несколько выстрелов в сторону подозрительного шума, остальные приняли это за британскую атаку и открыли огонь по всей линии. Британские солдаты в третьей параллели приняли это за начало вылазки и стали отходить, но во второй и первой линиях их приняли за американцев и открыли огонь из орудий и мушкетов. Капитан Рассел утверждал, что в этом инциденте было убито и ранено два офицера, убито трое рядовых и ранено 15. По воспоминаниям других офицеров потери были ещё выше: энсин Хартунг утверждал, что было потеряно более 30 человек.
Ночная перестрелка встревожила и Линкольна, который полагал, что англичане могут начать штурм в любой момент. В тот же день 25 апреля в Чарлстон по приказу Континентального конгресса прибыл генерал Луи Лебек Дюпортейль, который изучил укрепления и пришёл к мнению, что они не пригодны к обороне. Он предложил немедленно эвакуировать армию. 26 апреля Линкольн собрал военный совет, на котором присутствовали генералы Мултри, Макинтош, Уоффорд, Скотт, Дюпортейль и Хоган, полковники Саймонс и Бикман и коммодор Уиппл. Все высказались против эвакуации, отчасти потому, что население и гражданские власти не желали этого. Убедившись, что эвакуации не будет и удержать город не получится, Дюпортейль хотел покинуть Чарлстон, но Линкольн не позволил.

### Взятие форта Мултри
Осадные работы продвигались успешно, но Клинтона беспокоило то, что у американской армии остаётся шанс ускользнуть за реку Купер к местечку Ламприерс-Пойнт и оттуда уйти вдоль реки Уандо на север. Он требовал от коммодора Арбатнота, чтобы тот провёл флот в реку Купер и перерезал коммуникацию, но Арбатнот под разными предлогами уклонялся от выполнения этого требования. Тогда Клинтон поручил это задание генералу Корнуоллису. Тот смог выйти к реке Уандо, однако укрепления в Ламприерс-Пойнт показались ему слишком серьёзными и он не решился их атаковать. В свою очередь Арбатнот, узнав о продвижении Корнуоллиса, решил, что тот сможет обойтись и без содействия флота. Эти разногласия помогли американцам какое-то время удерживать связь с внешним миром. Многое теперь зависело от полковника Малмеди и гарнизона Лаприерс-Пойнт (100 континенталов и 200 ополченцев).
Утром 26 апреля Корнуоллис подошёл к укреплению Хадреллс-Пойнт (оно же Маунт-Плезант) к востоку от Ламприерс-Пойнт. При его приближении в полдень американцы оставили укрепление и отступили в форт Мултри. Корнуоллис не решался атаковать Ламприерс-Пойнт и не имел для этого достаточно сил, но полковник Малмеди не знал этого. 27 апреля кто-то донёс ему, что Корнуоллис приближается к его позициям. Малмеди запаниковал и той же ночью оставил укрепления, отступив в Чарлстон. В спешке он бросил четыре 18-фунтовых пушки, а одна из лодок по ошибке уплыла в сторону британского флота и была взята в плен. 28 апреля капитан Чарльз Хадсон занял укрепления и поднял над ними британский флаг. Теперь Чарлстон был полностью отрезан от внешнего мира. Виноват в произошедшем был в основном сам Линкольн, который поручил пост ненадёжному офицеру и выделил ему слишком мало регуляров.
Ещё 27 апреля Арбатнот высадил на берег 500 матросов и морских пехотинцев, которые заняли Хадреллс-Пойнт. Когда им на смену пришёл отряд Патрика Фергюсона, Арбатнот поручил матросам разведать форт Мултри. Дезертиры донесли, что полковник Пинкни отозван в город и в форте остался подполковник Уильям Скотт с отрядом в 118 континенталов и 100 ополченцев. Утром 4 мая капитан Хадсон с отрядом в 150 человек высадился на острове Салливана и захватил небольшой редут. Получив в усиление ещё 200 человек, он 6 мая потребовал от подполковника Скотта сдаться. Скотт выговорил почётные условия капитуляции, и 7 мая его отряд сложил оружие. Стратегически форт уже не имел никакой ценности, но его капитуляция стала тяжёлым ударом для чарлстонцев. Для британцев же форт был полезен, поскольку обеспечивал защиту флота в случае появления французских или испанских кораблей.

### Переговоры 8 мая
Падение форта Мултри стало для Клинтона поводом ещё раз обратиться к осаждённым с предложением капитуляции. Рано утром 8 мая он отправил Линкольну письмо. «Падение форта Салливан, — писал он, — разгром остатков вашей кавалерии 6 числа сего месяца и успешное продвижение наших осадных работ можно считать концом ваших надежд на спасение (если таковые были) и тем моментом, после которого сопротивление становится безрассудным». Он требовал дать ответ до 20:00. Клинтон попросил перенести крайнюю дату на полночь. Он собрал офицеров у себя в штабе в горнверке и обсудил состояние укреплений, количество продовольствия и вероятность прибытия подкреплений. Затем он спросил их мнения о капитуляции. Из 61 офицера, пришедшего на совет, только 12 высказались против. К этой группе относились полковники Пинкни и Бикман, подполковники Гендерсон и Лоуренс (все южнокаролинцы) и ещё 4 морских офицера.
В итоге Линкольн и группа высших офицеров составила 12 пунктов капитуляции. Согласно условиям: 1. Боевые действия прекращаются, 2. Город сдаётся, 3. Континенталы и матросы становятся военнопленными, 4. Ополчению разрешается разойтись по домам, 5. Раненым обеспечивается уход, 6. Офицерам оставляются лошади, сабли и пистолеты, 7. В знак признания стойкости обороны войскам разрешается покинуть город с развёрнутыми знамёнами под барабанный бой, и ещё несколько второстепенных пунктов. 8 и 11 пункты оговаривали неприкосновенность французских и испанских подданных. 9-й пункт требовал защиты жизни и собственности гражданского населения.
Получив этот ответ в 17:30, Клинтон отклонил четыре пункта. Он согласился с тем, что ополчение разойдётся по домам, но требовал считать ополченцев условно освобождёнными. Он отказался гарантировать неприкосновенность населению, поскольку те, кто поднял оружие, должны считаться пленными. Иностранные граждане, в частности французский консул, также должны считаться пленными. Он отказал офицерам в праве сохранить своих лошадей. Кроме того, он считал, что американцы не заслужили права выходить из города с развёрнутыми знамёнами и барабанами.
Получив утром 9 мая ответ Клинтона, генерал Линкольн был крайне разочарован; он написал в ответ, что настаивает на исключении ополченцев и гражданских лиц из числа пленных, хотя соглашается на выход без барабанов. Клинтон получил это письмо днём 9 мая, но ответил, что дальнейших уступок не будет и боевые действия возобновятся в 20:00. В 21:00 орудия с обеих сторон снова открыли огонь и началась ожесточённая перестрелка; на укреплениях находилось около 200 американских орудий, а с британской стороны за сутки было выпущено 469 ядер и 345 снарядов. Это была самая мощная суточная бомбардировка за всё время осады.
24 часа бомбардировки сильно измотали регуляров на укреплениях, и кроме того, начались проблемы с ополченцами. Многие из них ушли в свои дома во время переговоров и отказались вернуться на укрепления после прекращения перемирия. Линкольн впоследствии писал, что они буквально бросили ружья. 10 мая Линкольн получил петицию, которую подписали 333 ополченца из Чарлстона и 236 ополченца из штата. Они просили Линкольна принять условия капитуляции, то есть соглашались считаться пленными. На следующий день Линкольн получил ещё две такие петиции.

## Капитуляция
Утром 11 мая Линкольн собрал генералов на военный совет. Ещё ранее он получил письмо от вице-губернатора Гадстена, который писал, что, по его мнению и по мнению губернаторского совета, надо незамедлительно возобновить переговоры о капитуляции. Линкольн понял, что гражданские власти утратили волю к сопротивлению, но это сопротивление в любом случае теряло смысл; на совете Линкольн обсудил с генералами ситуацию, и пришёл к выводу, что ополчение не желает сражаться, запасы провизии на исходе, многие орудия повреждены, а англичане готовы к штурму в любую минуту. Эвакуировать армию не представлялось возможным. Все офицеры (кроме генерала Дюпортейля) высказались за капитуляцию.
В тот же день в 14:00 американский парламентёр встретился с британским капитаном Эвальдом и вручил ему письмо от Линкольна. Тот переправил его в штаб генерала Клинтона. Линкольн писал, что согласен на условия от 8 мая. Клинтон, который уже дважды предлагал городу капитуляцию, мог бы ужесточить требования, но решил не унижать людей, которых предполагалось сделать подданными английского короля. Он ответил, что принимает капитуляцию, а так как текст условий уже находится на руках у Линкольна, то остаётся только провести церемонию сдачи оружия. Утром 12 мая полки континентальной армии прошли смотр и построились в колонны. В 14:00 две роты гренадер (британская и гессенская) заняли горнверк, и тогда Линкольн и Мултри вывели американские полки из города. Первой шла артиллерийская бригада, затем регулярные южнокаролинские полки, за ними северокаролинские и затем вирджинские. Замыкающим шёл батальон французов и испанцев под командованием маркиза Де Бретиньи. Они встали между горнверком и каналом, между двумя линиями засек, и там сложили оружие и знамёна. После этого гренадеры подняли на горнверке британский флаг, а артиллерия дала залп из 21 орудия. 7-й и 63-й пехотные полки первыми вступили в Чарлстон.
Британские военные заметили, что американские регуляры были грязны, оборванны, со следами истощения на лице. Гессенский энсин Хартунг вспоминал, что лишь немногие были обуты, а мундиры большинства были изорваны. Вместе с тем англичане отметили, что американцы выглядели дисциплинированнее, чем раньше, а многие офицеры выглядели вполне достойно. Энсин Хартунг писал: «Примечательно, что эти люди ещё сражаются за химерическую свободу Америки с таким упорством».
Генерал Мултри утверждал, что в церемонии участвовало всего 1500 или 1600 американских регуляров, а остальные 500—600 были больны или ранены. Историк Эдвард Макгреди полагал, что Мултри ошибался, потому что всего континенталов было 2650 человек. Ополчение сдавало оружие отдельно; вышло всего 500 человек. Генерал Лесли даже приказал ополчению явиться повторно 15 мая, и генерал Мултри потом писал, что из-за угроз Лесли на эту повторную церемонию явились даже те, кого не было видно в городе за всё время осады.

## Последствия
Новости о падении Чарлстона достигли Филадельфии в конце мая и стали причиной большого беспокойства в среде американцев. Овладев Чарлстоном, британцы получали большие стратегические и психологические преимущества; теперь они могли уверенно вести кампании в Каролинах и даже в Вирджинии. Англичане надеялись (а американцы опасались), что эта победа воодушевит лоялистов и поможет привлечь их к войне с повстанцами.
Генри Клинтон сразу после капитуляции составил официальный рапорт для лорда Джермейна, а также отправил письма некоторым своим друзьям с новостями о своём успехе. Он написал, что обе Каролины уже фактически завоёваны, и рассуждал о том, что это надо было сделать ещё три года назад. Он предполагал, что большинство жителей штата всё более склоняются к тому, чтобы признать власть короля, а усиленная агитация сможет быстро увеличить количество таких людей. Его предположения подтверждались, поскольку многие чарлстонцы вернулись в город, а 200 горожан прислали ему поздравление с победой. 25 мая Клинтон писал, что уже 1500 человек, некогда воевавших против Британии, теперь желают присоединиться к королевским войскам. На британскую сторону перешли даже некоторые офицеры американской армии, например Дэниель Хорри. После падения Чарлстона Клинтон решил, что пора начать вербовать лоялистов и формировать лоялистские подразделения. Инспектором новых формирований он назначил Патрика Фергюсона.
По какой-то причине после взятия Чарлстона Клинтон решил покинуть Южную Каролину и вернуться в Нью-Йорк. Командиром британских частей в южных провинциях он оставил генерала Корнуоллиса, которому досталось 6 британских полков, 3 гессенских полка и 6 полков лоялистов, всего 6369 человек. Предполагалось, что эта армия будет усилена дополнительными лоялистскими частями. В это время британская армия уже занимала посты по всему штату: Корнуоллис шёл к Кэмдену, а генерал Балфур к Девяносто-Шести. Последней организованной вооружённой силой в штате оставался вирджинский батальон Бьюфорда, но 29 мая Тарлтон настиг и разбил его в сражении при Уаксхэус и на этом с сопротивлением в Южной Каролине было покончено.
Тем не менее события лета 1780 года показали, что овладение Чарлстоном ещё не даёт полного контроля над всей Южной Каролиной. Британцы оказались в той же тупиковой ситуации, как ранее в Нью-Йорке: опыт показывал, что англичане могут при поддержке флота легко захватить любой город на побережье Америки, но как только армия начинает удаляться от берега, она теряет все свои преимущества. Ей становится всё сложнее добывать себе продовольствие, а реквизиции быстро восстанавливают против неё местное население. Корнуоллис сумел создать сеть постов в штате, но не мог контролировать ситуацию. Вне укреплений англичане и лоялисты сразу оказывались под ударом партизанских соединений Самтера, Мариона, Пикенса, Кларка или Хардена. После поражений при Кингс-Маунтин и Коупенсе генерал Корнуолис начал вторжение в Северную Каролину, разбил армию генерала Грина при Гилфорд-Кортхауз, затем отправился в Вирджинию и занял позицию у Йорктауна.
Через 17 месяцев после того как Линкольн сдал Чарлстон генерал Корнуоллис сам оказался в аналогичном положении в Йорктауне, осаждённый армиями Вашингтона и Рошамбо. Он запросил капитуляции на почётных условиях, но Вашингтон соглашался только на условия, аналогичные тем, что были даны гарнизону Чарлстона. 19 октября 1781 года британская армия сложила оружие, генерал Чарльз О’Хара, замещавший Корнуоллиса, вручил свою шпагу Вашингтону, но тот велел отдать её Бенджамину Линкольну, который был вторым по старшинству на поле боя, и тот в итоге принял капитуляцию. «Потеря Чарлстона была отомщена», писал историк Карл Борик.

### Потери
Американцы потеряли во время осады 89 человек убитыми, и это в основном были солдаты Континентальной армии. 138 человек были ранены. Эти цифры не включают потерь в сражении при Монкс-Корнер. Здесь также не учтены потери среди гражданского населения в окрестностях Чарлстона и в самом городе. От бомбардировок погибло примерно 20 человек, поэтому всего погибших было около 150 человек. Согласно отчёту Клинтона, в плен попало около 1000 матросов и 5618 пехотинцев.
Британская армия согласно официальным отчётам потеряла 76 человек убитыми и 189 ранеными, а на флоте 23 человека было убито и 28 ранено, что в сумме даёт 99 убитыми и 217 ранеными. Иногда в исторической литературе потери флота не учитываются и, например, в книге Аллена и Нила названо 70 убитых и 189 раненых.
В руки англичан попали 400 орудий, 5000 мушкетов и множество боеприпасов. Им достались все корабли регулярного флота: Providence, Boston, и Ranger, корабль южнокаролинского флота, L’Aventure и множество мелких судов. Это был тяжёлый удар для флота США, а флот Южной Каролины вообще перестал существовать.
Чарлстонская капитуляция стала тяжёлым ударом не только для армии южных штатов, но и для всего Союза. Армия потеряла 3465 солдат регулярной армии, то есть фактически всех регуляров Вирджинии, Северной Каролины и Южной Каролины, и эти потери нельзя было быстро восстановить. В апреле Вашингтон отправил на юг два мэрилендских полка, и после падения Чарлстона именно эти два полка стали ядром новой регулярной армии Юга. Генерал Клинтон надеялся обменять пленных континенталов на пленных армии Бургойна, но на переговоры ушёл почти год. Всё это время пленных держали в казармах Чарлстона или на тюремных кораблях в гавани, и многие умерли от тяжёлых условий содержания. Некоторые пленные вступили в ряды британской армии. Из тех 2700 рядовых, что сдались 12 мая, только 1400 дожили до обмена в 1781 году. Американские офицеры уже 12 мая были условно освобождены и переправлены в Маунт-Плезант.

### Наследие
Единственным крупным фортификационным сооружением, принимавшим непосредственное участие в обороне города, был чарлстонский горнверк. Его начали сносить уже в 1784 году, и на его месте возник плац, а потом площадь Цитадель-сквер. К 1865 году от горнверка остался лишь небольшой фрагмент. В 1883 году фрагмент укрепления был обнесён железной решёткой и снабжён табличкой с надписью «Remnant of Horn Work. May 1780. Siege of Charleston». В XX веке площадь постепенно превратилась в общественный парк Марион-сквер. Исследования 1998 года показали, что крупные остатки фундамента горнверка ещё существуют примерно в полуметре от поверхности земли. Установить точные размеры и локацию горнверка пока не удалось.
Британские осадные траншеи были уничтожены британцами сразу после капитуляции города. Только в 2017 году археологи чарлстонского музея обнаружили признаки третьей параллели на территории дома Эйкена-Ретта.
Со времени осады уцелела статуя Уильяма Питта Старшего (работа скульптора Джозефа Уилтона 1770 года), у которой британским ядром отбило руку. Статуя впоследствии несколько раз меняла своё место в городе, некоторое время находилась в Чарлстонском музее, а сейчас находится в здании Юридического центра округа Чарлстон.
Осада Чарстона упоминается в фильме Рональда Эммериха «Патриот». В фильме ошибочно утверждается (но не показывается), что город сдался генералу Корнуоллису.